# Чуюнчинська сільська рада
Чуюнчи́нська сільська рада (рос. Чуюнчинский сельский совет) — муніципальне утворення у складі Давлекановського району Башкортостану, Росія. Адміністративний центр — село Чуюнчі.

## Населення
Населення — 1080 осіб (2019, 1173 в 2010, 1152 в 2002).

## Склад
До складу поселення входять такі населені пункти:
| Населений пункт         | Населення, осіб (2002) | Населення, осіб (2010) |
| ----------------------- | ---------------------- | ---------------------- |
| Алга, присілок          | 95                     | 88                     |
| Чуюнчі, село            | 473                    | 475                    |
| Чуюнчі-Ніколаєвка, село | 506                    | 558                    |
| Яскаїн, присілок        | 78                     | 52                     |